# Iancu Jianu
Iancu Jianu (n. 1788, Caracal, Olt, România – d. 14 decembrie 1843, Caracal, Olt, România) a fost un vestit haiduc din Oltenia. Din descrierile timpului rezultă că era un desăvârșit mânuitor al armelor și un foarte bun călăreț. Se zicea că nu are egal în țară într-o luptă dreaptă, deși nu avea un fizic impresionant, fiind mai degrabă scund și zvelt. Era însă foarte îndemânatic cu armele, îndrăzneț, energic și avea un farmec personal deosebit. Era fiul unei familii destul de înstărite de slugeri de pe domeniile boierilor din Romanați.
La apogeul puterii, Iancu Jianu conducea în jur de 2.000 - 3.000 de haiduci și avea trei tunuri. Acțiunile sale erau îndreptate nu numai împotriva boierilor, ci aveau și un puternic caracter național (antifanariot, antihabsburgic, dar mai ales antiotoman). A substituit o perioadă puterea domnească din regiune.

## Haiducie
Momentul culminant îl constituie campania dusă de haiduci în 1809 la sud de Dunăre, în urma căreia au fost incendiate Vidinul și Plevna, fiind ucis și pașa din Vidin ca răspuns la acțiunile pașei care atacase Craiova și mai multe sate din Oltenia. A distrus din temelii, de asemenea, raiaua turcească de la Turnu pe care turcii n-au mai reușit s-o reconstruiască niciodată. Iancu Jianu a ajuns să se poarte ca un domn, făcând danii bisericilor și construind clădiri pentru binele obștii în Craiova și Caracal.

## Viață aşezată
A fost prins printr-un șiretlic pe când mergea neînsoțit pe străzile Bucureștiului. A fost osândit la moarte, fiind însă iertat în urma unei întâmplari cu aer romantic. Potrivit legii pământului, dacă o fată de neam cerea de soț un osândit, acesta era iertat. Mai multe domnițe de la curte și-au exprimat această dorință. Iancu Jianu a ales-o pe Sultana Gălășescu, o jupâniță din anturajul domniței Ralu, fiica lui Caragea vodă, și a renunțat treptat în următorii ani la viața de haiduc.

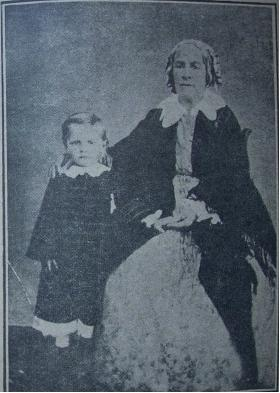
Sultana Iancu Jianu cu nepotul ei, Iancu Dobroveanu

A devenit cu timpul un mărunt boier de țară, cu moșii în Romanați și cu mai multe case și conace risipite prin Craiova, București, Caracal și Slatina.

## Cu Tudor Vladimirescu
În 1821 Iancu Jianu, aflat acum la o vârstă matură, l-a întâmpinat într-un cadru emoționant pe Tudor Vladimirescu. Cetele de haiduci strânse de Jianu au făcut joncțiunea la Slatina cu armata lui Tudor și s-au alăturat pandurilor.
Primul steag al României, steagul realizat de Petrache Poenaru și purtat de Tudor la intrarea în București, steag care este expus la muzeul Cercului Militar Central București, a fost donat guvernului României de un urmaș al Jienilor. După moartea lui Tudor Vladimirescu steagul a fost dus de un pandur lui Iancu Jianu, care l-a zidit ca pe un odor de mare preț în pereții casei unuia dintre fiii săi, unde steagul a stat peste o sută de ani.

## Moarte şi legendă
S-a stins din cauze naturale, la 55 de ani, departe de tumultul haiduciei. Mormântul vestitului haiduc se află în Biserica Adormirea Maicii Domnului din Caracal, ctitorită de familia Jianu.
Haiduc sau boier mărunt, Iancu Jianu rămâne o figură legendară și romantică într-o perioadă foarte tulbure din Țara Românească.

## Texte autografe
S-au păstrat câteva fragmente din înscrisurile lui Iancu Jianu în care își povestea faptele:
- „Legai pe toți din ocnă, slobozii burduful și scosei pe toți haiducii din ocnă și plecai cu dânșii până la un loc. Un haiduc vestit ce-i zicea Voicu Iabras, strânse și el o ceată de ai lui, plecând împreună și trecui Oltul la Slatina.”
- „Nu avea ce să ne facă. În multe rânduri am bătut pe carserdarul Iamandi Giuvara urât mirositorul. Cum o putea muierea lui să steie cu puturosul de Giuvara cel nespălat cu anii?”

## Vezi și
- Iancu Jianu zapciul (film din 1981)
- Iancu Jianu haiducul (film din 1981)